# Kasteel Leva

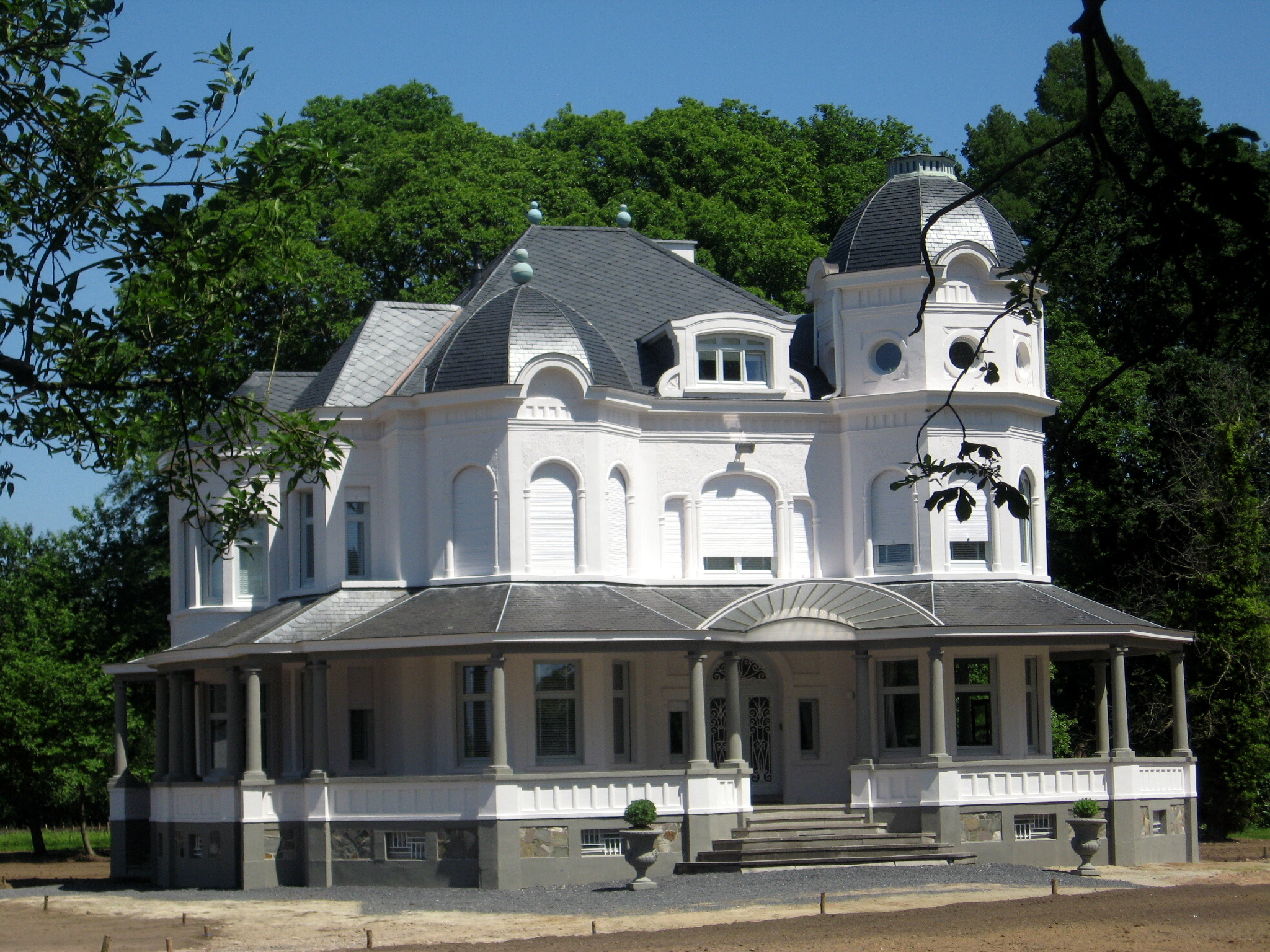
Kasteel Leva

Kasteel Leva is een kasteeltje in Terkoest, een dorp in de gemeente Alken, gelegen aan de Onze-Lieve-Vrouwstraat 40.
Het gaat hier in principe om een grote witte villa, die in 1938 werd gebouwd op de plaats van een vroeger kasteeltje, het Kasteel Saren. Dit kasteel was vernoemd naar Marie Agnès de Saren, echtgenote van Michel Albert De Grady, kasteelheer en rentenier; reden waarom het kasteel in 1873 verschijnt onder de naam Château de Groidy. In 1859 werd het kasteel verkocht aan Leo van Ham. Uiteindelijk kwam het, door overerving in de vrouwelijke lijn, in bezit van de familie De Leva, welke het oude kasteel liet slopen en de huidige villa, ontworpen door R. Gauthier, liet bouwen. Het is een grillig gevormd gebouwtje, met in- en uitspringende gevels, en tal van koepeltjes.
Rond het Kasteel Leva ligt een park dat in 1868 werd aangelegd, maar in 1938 werd gewijzigd. Het kasteeldomein is 15 ha groot, waarvan het park 2 ha beslaat.